# Longitud de onda térmica de De Broglie
En física, la longitud de onda térmica de De Broglie ({\displaystyle \lambda }) es básicamente el promedio de la longitud de onda de De Broglie de las partículas en un gas ideal a una temperatura específica. Podemos tomar la separación promedio entre partículas en un gas, aproximadamente como (V/N)1/3, donde V es el volumen y N es el número de partículas. Cuando la longitud de onda térmica de De Broglie es mucho menor a la distancia entre partículas, el gas puede considerarse como «clásico» o como un gas de Maxwell-Boltzmann. Por otro lado, cuando la longitud de onda térmica de De Broglie es del orden o mayor que la distancia entre partículas, los efectos cuánticos dominarán, y el gas debe ser tratado ya sea como un gas de Fermi o un gas de Bose, dependiendo de la naturaleza de las partículas. La temperatura crítica es el punto de transición entre estos dos regímenes. A esta temperatura crítica, la longitud de onda térmica será aproximadamente igual a la distancia entre partículas. Es decir, la naturaleza cuántica del gas será evidente para
{\displaystyle {\frac {V}{N\lambda ^{3}}}\leq 1{\text{ o bien, }}\left({\frac {V}{N}}\right)^{1/3}\leq \lambda ,}
es decir, cuando la distancia entre partículas es menor que la longitud de onda de De Broglie. En este caso, el gas obedecerá la estadística de Bose-Einstein o la estadística de Fermi-Dirac, dependiendo de cuál sea la apropiada. Este es, por ejemplo, el caso de electrones en un metal típico a T = 300 K; el gas de electrones obedece la estadística de Fermi-Dirac. Otro ejemplo es un condensado de Bose-Einstein.
Por otro lado, para
{\displaystyle {\frac {V}{N\lambda ^{3}}}\gg 1{\text{ o bien, }}\left({\frac {V}{N}}\right)^{1/3}\gg \lambda }
es decir, cuando la distncia entre partículas es mucho mayor que la longitud de onda térmica de De Broglie, el gas obedecerá la estadística de Maxwell-Boltzmann. Este es el caso para neutrones térmicos producidos por una fuente de neutrones.

## Partículas con masa
Para un gas ideal libre de partículas con masa (sin grados de libertad internos) en equilibrio, la longitud de onda térmica de De Broglie puede obtenerse a través de la longitud de onda de De Broglie típica:
{\displaystyle \lambda ={\frac {h}{p}}}.
Sustituyendo el momento p por la energía cinética EK = p²/2m:
{\displaystyle \lambda ={\frac {h}{\sqrt {2m\ E_{K}}}}}.
Entonces, en el caso cuántico, la energía cinética promedio de las partículas libres es EK = πkT.
{\displaystyle \lambda ={\sqrt {\frac {h^{2}}{2\pi m\ kT}}}={\frac {h}{\sqrt {2\pi m\ kT}}},}
En el caso clásico, la energía cinética promedio de las partículas libres es EK= 3 kT/2.
{\displaystyle \lambda ={\frac {h}{\sqrt {3m\ kT}}},}
donde h es la constante de Planck, m es la masa de una partícula del gas, k es la constante de Boltzmann, y T es la temperatura del gas.

## Partículas sin masa
Para una partícula sin masa, la longitud de onda térmica de De Broglie puede definirse como:
{\displaystyle \Lambda ={\frac {ch}{2\pi ^{1/3}kT}},}
donde c es la velocidad de la luz. Al igual que en el caso de la longitud de onda térmica para partículas con masa, en este caso Λ es del orden de la longitud de onda promedio de las partículas en el gas, y define un punto crítico en el cual los efectos cuánticos comienzan a dominar. Por ejemplo, cuando se observa el espectro a longitudes de onda grandes de la radiación de cuerpo negro, se puede aplicar la ley de Rayleigh-Jeans «clásica». Sin embargo, cuando la longitud de onda observada se aproxima a la longitud de onda térmica de los fotones del cuerpo negro que irradia, la se debe utilizar la ley de Planck cuántica.

## Definición general de la longitud de onda  térmica
Una definición general de la longitud de onda térmica para un gas ideal cuántico en cualquier número de dimensiones y para una relación generalizada entre la energía y el momento ha sido establecida por Yan. Es de importancia práctica, dado que existen muchas situaciones experimentales con diferente dimensionalidad y diferentes relaciones de dispersión. Si n es el número de dimensiones, y la relación entre energía, E y momento, p está dada por:
{\displaystyle E=ap^{s},}
donde a y s son constantes, entonces, la longitud de onda térmica está definida como:
{\displaystyle \lambda ={\frac {h}{\sqrt {\pi }}}\left({\frac {a}{kT}}\right)^{1/s}\left[{\frac {\Gamma \left(\displaystyle {\frac {n}{2}}+1\right)}{\Gamma \left(\displaystyle {\frac {n}{s}}+1\right)}}\right]^{1/n}}
donde Γ es la función Gamma. Por ejemplo, en el caso usual de partículas con masa en un gas tridimensional, tenemos que n = 3, y E = p2/2m, lo cual da los resultados anteriores para partículas con masa. Para partículas sin masa en un gas 3D, tenemos que n = 3  y E = p c, lo cual da el resultado anterior para partículas sin masa.